# Вия (приток Гауи)
Ви́я (латыш. Vija; в верхнем течении — Ви́йиня; латыш. Vija) — река в Латвии, течёт по территории Валкского, Смилтенского и Валмиерского краёв. Левый приток среднего течения Гауи.
Длина — 62 км (по другим данным — 74 км). Начинается к юго-востоку от Смилтене, на северо-восточной окраине Межольского всхолмления Видземской возвышенности, в Лаункалнской волости. Устье Вии находится на высоте 41 м над уровнем моря, в 193 км по левому берегу Гауи, на территории Вийциемской волости. Уклон — 2 м/км, падение — 129 м. Площадь водосборного бассейна — 456 км² (по другим данным — 414 км²). Объём годового стока — 0,11 км³.
Основные притоки:
- левые: Робежгравис, Мемупите, Пубульупе, Камалда, Дзервеньупите, Вилкупурва-Упите;
- правые: Гружупите, Пиркульупе, Мелдерупите, канал Лаужу, Стампупе, Даудзупите[5].